# John Marsh (Komponist)
John Marsh (* 31. Maijul. / 11. Juni 1752greg. 31. Mai 1752 in Dorking, Surrey; † 31. Oktober 1828 in Chichester, heute West Sussex, England) war ein englischer Komponist.

## Leben
Marsh erhielt eine Ausbildung als Jurist, ist jedoch hauptsächlich durch seine mindestens 350 Kompositionen bekannt. Diese schuf er an seinen verschiedenen Wohnorten, wie Gosport, Romsey, Salisbury und Canterbury, bevor er sich 1787 in Chichester niederließ. An den einzelnen Arbeitsorten organisierte er Konzerte und beeinflusste das Musikleben. In Chichester dirigierte er 35 Jahre lang die Abonnementkonzerte in der Stadt. Von den in seinem eigenen Werkverzeichnis aufgeführten Kompositionen sind lediglich neun Sinfonien und drei Finale als Drucke erhalten.
Neben der Musik war Marsh an verschiedenen anderen Themen, zum Beispiel an sozialen Fragen, interessiert und hinterließ 37 Bände mit Tagebuchnotizen. In diesen beschreibt er das Musikleben im England des 18. Jahrhunderts, unter anderem eine Gedenkfeier zu Ehren von Georg Friedrich Händel des Jahres 1784. Diese Tagebücher wurden 1998 zum Teil veröffentlicht und umfassten die Jahre bis 1802. 2011 wurden die restlichen Tagebücher, die er bis kurz vor seinem Tod in Chichester im Jahre 1828 fortführte, in einer revidierten Neuauflage ebenfalls veröffentlicht.
Der englische Dichter und anglikanische Geistliche Edward Garrash Marsh ist der Sohn von John Marsh.

## Tagebücher
- Brian Robins (Hrsg.): The John Marsh Journals – The Life and Times of a Gentleman Composer (1752–1828). Pendragon Press, Stuyvesant, New Jersey, USA 1998, ISBN 0-945193-94-7.
  - Revidierte Auflage: Pendragon Press, Hillside, New York, USA 2010, ISBN 978-1-57647-173-9.